# Casse-toi pov' con
Pour la phrase d'origine, voir Casse-toi, pauv' con !
Casse-toi pov' con est un jeu de société français créé par Ludovic Maublanc, illustré par Martin Vidberg, édité par Cocktailgames depuis juin 2011. Son nom fait référence à une phrase prononcée en 2008 par Nicolas Sarkozy, alors président de la République française. Les personnages, dessinés sous la forme de pommes de terre, caricaturent des personnalités politiques françaises.

## Présentation
Le but est d'augmenter la popularité de son candidat à l'élection présidentielle. Le jeu permet à plusieurs joueurs de choisir un candidat parmi huit possibles. Les candidats proposés sont issus de cinq partis modérés (PS, EELV, MoDem, Parti radical, UMP). Dans un bain de foule, les candidats doivent serrer le plus de mains de personnes favorables à leurs idées et éviter, si possible, les groupes hostiles. Ce sont ces derniers qui feront craquer un candidat et lui feront dire « Casse toi pov'con ».
Seulement nommés par leur prénom, les personnages sont des caricatures de Nicolas Sarkozy, François Hollande, Ségolène Royal, Jean-Louis Borloo, Martine Aubry, Eva Joly, François Bayrou, François Fillon, Dominique Strauss-Kahn, Dominique de Villepin, Daniel Cohn-Bendit et Alain Juppé.

## Polémique
Ce jeu devait être présenté lors du festival Ludimania, le 10 septembre 2011. Selon Martin Vidberg, la mairie de Saint-Apollinaire, qui accueille la manifestation, aurait fait pression sur les organisateurs du festival en les menaçant de retirer la subvention qu'elle leur accorde, si ceux-ci maintenaient la séance de dédicace prévue avec les auteurs du jeu. Les organisateurs auraient préféré supprimer la dédicace, rendant ainsi impossible le reportage, plutôt que de mettre en péril la pérennité de leur festival, faute de subvention.
Dans un communiqué, France 3 Bourgogne confirme que son équipe n'a pas pu tourner un reportage sur le jeu, faute d'avoir pu trouver les auteurs du jeu.
De son côté, Rémi Delatte, député-maire de Saint-Apollinaire a démenti formellement avoir exercé de telles pressions. Sur son blog, il affirme qu'il « n'[a] commis aucune pression contre les organisateurs ou les journalistes » et qu'il « met au défi qui que ce soit d'affirmer le contraire ».
Le journal Libération s'interroge sur le fait de savoir si « ce jeu [a] été la victime d'un élu UMP au sens de l'humour limité » ou si « les organisateurs du festival ont surinterprété les réticences de la mairie quand elle a découvert l'existence du jeu ».
Selon Le Journal du dimanche, le stand du jeu a disparu dans la journée et la mairie aurait indiqué que le jeu n'aurait jamais été présenté.
À la suite de la polémique, ce jeu devient le troisième jeu de société le plus populaire d'Amazon.fr le 17 septembre 2011[réf. nécessaire].